# Patryk Dominik Sztyber
Patryk Dominik Sztyber (né le 4 août 1979 à Opoczno ), nom de scène Seth, est un musicien polonais de heavy metal. Il est surtout connu pour être le guitariste rythmique de Behemoth. Il est également le guitariste du groupe de death metal polonais Nomad.

## Discographie
Behemoth
- Demigod (2004)
- Slaves Shall Serve (2005)
- Demonica (2006)
- The Apostasy (2007)
- At the Arena ov Aion – Live Apostasy (2008)
- Ezkaton (2008)
- Evangelion (2009)
- Evangelia Heretika (2010)
- Abyssus Abyssum Invocat (2011)
- The Satanist (2014)
- I Loved You at Your Darkest (2018)
- Opvs Contra Natvram (2022)

Nomad
- Disorder (1996)
- The Tail of Substance (1997)
- Devilish Whirl (1999)
- Demonic Verses (Blessed Are Those Who Kill Jesus) (2004)
- The Independence of Observation Choice (2007)
- Transmigration of Consciousness (2011)
- Transmorgrification (Partus) (2020)

## Équipement
- ESP Custom EX 7 String guitar with Winged Chaostar and Pentagram Fret Inlays
- ESP LTD 400-BD
- ESP EX Diamond Plate
- ESP LTD Viper-407
- Gibson Explorer
- 2x Laboga Mr. Hector Amplifiers[2]
- 2x Laboga 312B Mr.Hector Cabinets[2]
- Mark L rack system
  - Mark L Midi Control System FC-12
  - Mark L Loop & Switch LS-145
  - Mark L DC/AC Power Box
  - Mark L Mini Line Mixer
  - Line 6 XT Pro
  - Korg DTR 1 Tuner
  - Neutrik & Switchcraft
  - Boos Pitch
  - Mogami Cable
  - Furman Power
- D'Addario Strings
- Nologo Behemoth custom picks